# 90式戦車回収車
90式戦車回収車（きゅうまるしきせんしゃかいしゅうしゃ）は、陸上自衛隊の装備の一つで、90式戦車の車体を流用した戦車回収車である。略称は「90TKR」、広報向け愛称は「リカバリー」。

## 概要
90式戦車の導入に伴って開発された車両で、第二次世界大戦後の国産戦車回収車としては78式戦車回収車に次いで3車種目にあたる。技術研究本部（現・防衛装備庁）による開発であり、製造は三菱重工が行っている。78式同様90式戦車の車体を流用してブームクレーンや各種の回収/整備機材を搭載したもので、1990年（平成2年）に制式採用された。これまでに約30両が生産されている。2010年（平成22年）度における調達数は1両。
90式戦車を装備する戦車部隊のある師団/旅団の後方支援連隊等の戦車直接支援部隊の他に、東部方面後方支援隊富士教育直接支援大隊や武器学校などに配備されている。
| 予算計上年度         | 調達数 |
| -------------------- | ------ |
| 平成2年度（1990年）  | 4輌    |
| 平成3年度（1991年）  | 3輌    |
| 平成4年度（1992年）  | 1輌    |
| 平成5年度（1993年）  | 1輌    |
| 平成6年度（1994年）  | 1輌    |
| 平成7年度（1995年）  | 1輌    |
| 平成8年度（1996年）  | 1輌    |
| 平成9年度（1997年）  | 2輌    |
| 平成10年度（1998年） | 1輌    |
| 平成11年度（1999年） | 2輌    |
| 平成12年度（2000年） | 1輌    |
| 平成13年度（2001年） | 1輌    |
| 平成14年度（2002年） | 1輌    |
| 平成15年度（2003年） | 1輌    |
| 平成16年度（2004年） | 1輌    |
| 平成17年度（2005年） | 1輌    |
| 平成18年度（2006年） | 1輌    |
| 平成19年度（2007年） | 1輌    |
| 平成20年度（2008年） | 2輌    |
| 平成21年度（2009年） | 2輌    |
| 平成22年度（2010年） | 1輌    |

### 配備
- 防衛大臣直轄機関
  - 陸上自衛隊武器学校
    - 武器教導隊

- 北部方面隊
  - 第2師団
    - 第2後方支援連隊

  - 第5旅団
    - 第5後方支援隊

  - 第7師団
    - 第7後方支援連隊

  - 第11旅団
    - 第11後方支援隊

- 東部方面隊
  - 東部方面後方支援隊
    - 富士教育直接支援大隊

## 特徴

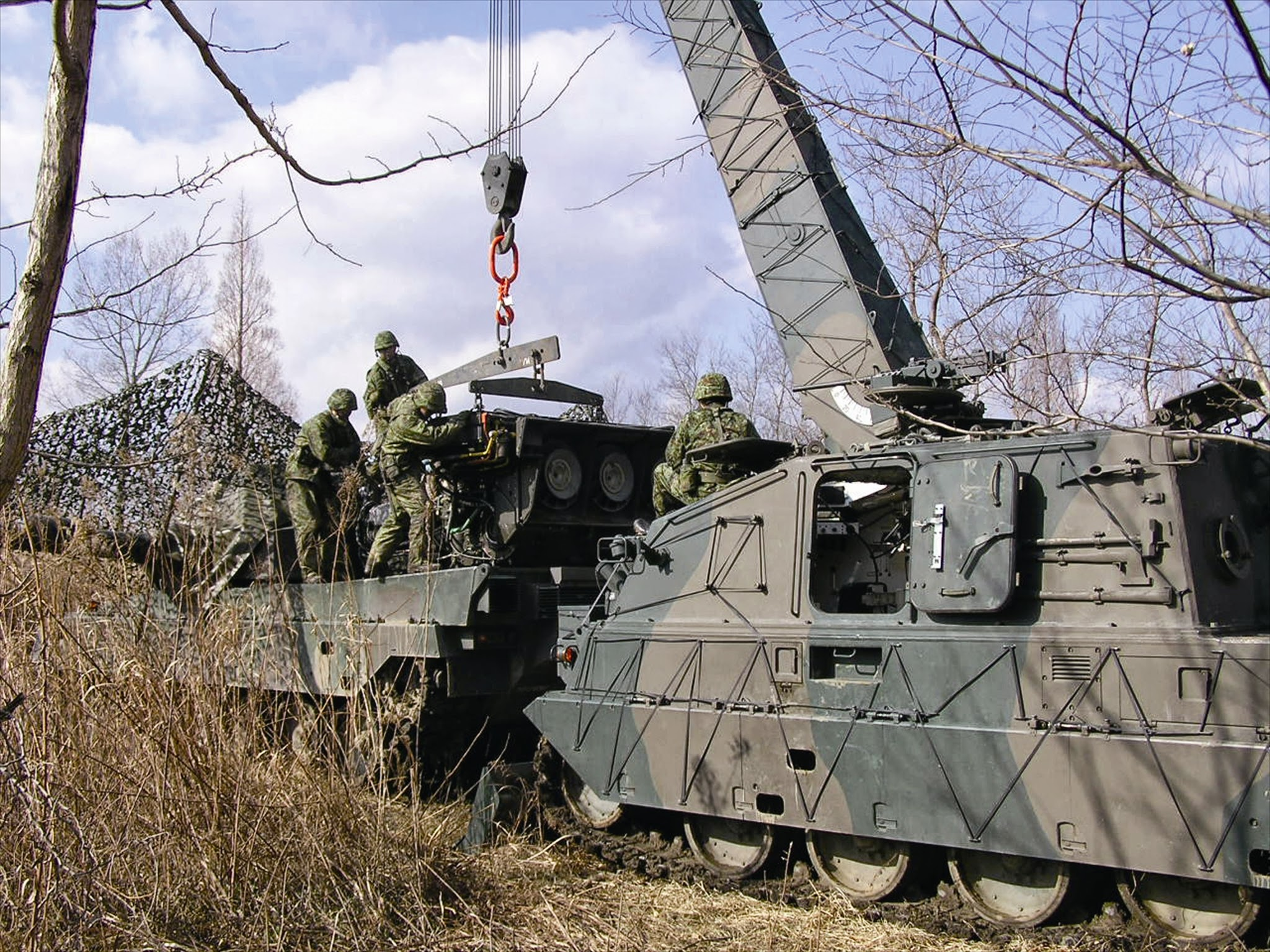
90式戦車のパワーパックをブームクレーンで吊り上げる90式戦車回収車

車体前部右側にブームクレーン、車体前面にはウインチを装備し、車体前部左側に戦闘室を持ち、車体前面下部には主に駐鋤（ちゅうじょ、スペード）として用いられるストレートドーザーを装備する、78式戦車回収車と同様の車体構成となっている。戦闘室天面には自衛用の12.7mm重機関銃 1丁を搭載し、車体前面には発煙弾発射機を装備する点でも78式戦車回収車と共通している。ただし、90式戦車回収車では発煙弾発射機は戦闘室の前面に8基を一列に装備している。また、原型の90式戦車では車体後面左右にある排気口は、回収機材などとの干渉を避けるために車体後部側面に移されている。
クレーンは25トン、ウインチは50トンの吊り上げ/牽引能力を持つ。90式戦車の重量に対応し、78式戦車回収車よりも吊り上げ能力が強化されている。車体後部上面のエンジンデッキ上には、予備もしくは故障/損傷車両から取り外したエンジンなどを架装して運搬することが可能である。エンジンデッキ上に設置されている架台には、パワーパック用の他に砲身用の架台も存在し、90式戦車の装備する120mm滑腔砲の予備砲身を架装し、砲身交換作業を行うことも任務としている。
78式戦車回収車と同じように、原型の90式戦車と同様の油気圧式懸架装置を備えており、作業の際には車高を下げることによって重心位置を下げ、安定した作業を行うことができる。なお、90式戦車とは異なり全転輪が油気圧式であり、各転輪は等間隔に並んでいる。変速装置もフルオートマチックとなっている。
陸上自衛隊の装軌式装甲車両としては車内が広く、乗員が車内で横になれるなど居住性の良い車両である。

## 登場作品

### 映画
『戦国自衛隊1549』
日本映画初登場。極秘実験中の事故により戦国時代へタイムスリップした第三特別実験中隊に配備されており、天母城の建設や道路整備を行う。

### 小説
『日本国際旅団』
第1巻に択捉島へ派遣される自衛隊国際連合平和維持活動（PKO）部隊の装備として登場。各地に放棄されたIS-2の回収作業を行う。ただし、作中の押絵に描かれている本車の姿は現実と違い、90式戦車の砲塔部分をクローラークレーンに変更したようなものとなっている。